# Jana Paroubek
Jana Paroubek, roz. Pohořalá (16. dubna 1940 Praha – 4. února 1987 Kitzbühel), byla česká sochařka.

## Život
V letech 1954-1958 studovala na UMPRUM a v letech 1958-1964 na AVU u Prof. Karla Pokorného a Jana Laudy. Jejím prvním manželem byl grafik Jaroslav Lukavský a druhým manželem se stal Ing. Zdeněk Paroubek.V roce 1968 emigrovala s manželem do Holandska. Zde žila nejdříve v Leerdamu, potom v Niew Beijerlandu a Oostvoorne.
V Holandsku se postupně etablovala jako úspěšná sochařka, často se zúčastňovala výstav. Pracovala zpočátku se dřevem (do r. 1968), v emigraci přešla zejména na bronz, později se věnovala šperkům a papírovým sochám a reliéfům. Inspirovala se nejvíce ženským tělem, dělala akty, v několika případech i užité umění (např. designovala stůl v kombinaci bronzového aktu a skla). Zahynula tragicky při autonehodě v Rakousku během zimních prázdnin.

### Výstavy
- 1965-1968 Praha, Roudnice, Olomouc
- 1967 Mexico City
- 1969 71 Amsterodam
- 1971  Den Haag
- 1972 Rotterdam, Eindhoven, Zurich
- 1973  Antverpy
- 1975 Eindhoven
- 1976 Brusel
- 1977 Londýn, Amsterodam
- 1981 Eersel
- 1982 Kunstmesse Basilej
- 1977-80 účast na hromadných výstavách Tilburg, Scholengemeenschap Oud Beijerland, Gemeentehuis, Oosterhout, Schiedam, MTS.